# Закручивание воды при стоке
Закру́чивание воды́ при сто́ке — «факт», основанный на наблюдении движения воды в водовороте, возникающем при её стоке в сливное отверстие раковины или ванны. Существует широко распространённое мнение, что вода закручивается в разных направлениях в Южном и Северном полушариях Земли, что объясняется вращением Земли и действием силы Кориолиса.
Согласно некоторым заблуждениям, человек, находящийся, например, в душевой кабине на морском судне, по изменению направления вращения воды при сливе якобы смог бы определить пересечение судном экватора. Критики этого утверждения заявляют, что и в Южном, и в Северном полушарии воронка в обыкновенной раковине может закручиваться как по часовой, так и против часовой стрелки в зависимости от геометрии потоков в жидкости, индивидуальных особенностей геометрии конкретной ванны, структуры её поверхности (например, шероховатости) и конфигурации канализационной системы. Они объясняют это тем, что для данного явления число Россби слишком велико, то есть масштаб явления слишком мал, чтобы на него в значительной степени повлиял эффект Кориолиса.
На практике эффект проявляется лишь в тщательно спланированных экспериментах, проведённых вдали от экватора, в которых используются строго симметричные сосуды, многочасовой отстой жидкости перед измерением, контроль внешних условий (стабильность температуры и отсутствие потоков воздуха).

## Лабораторные эксперименты
В лабораторных экспериментах, в которых принимались специальные меры предосторожности для исключения случайных возмущений (строго выдерживалась симметричность формы сосуда, жидкость перед сливом отстаивалась в течение длительного времени, предотвращалось воздействие воздушных потоков), было подтверждено, что как в Северном, так и в Южном полушариях жидкость получает вращение, предсказываемое теорией. Киносъёмка одного из таких экспериментов вошла в серию учебных фильмов по гидромеханике, снятых Национальным комитетом по фильмам по гидромеханике. В некоторых экспериментах наблюдалось изменение направления вращения жидкости при приближении поверхности жидкости ко дну сосуда.

## Опыты в домашних условиях

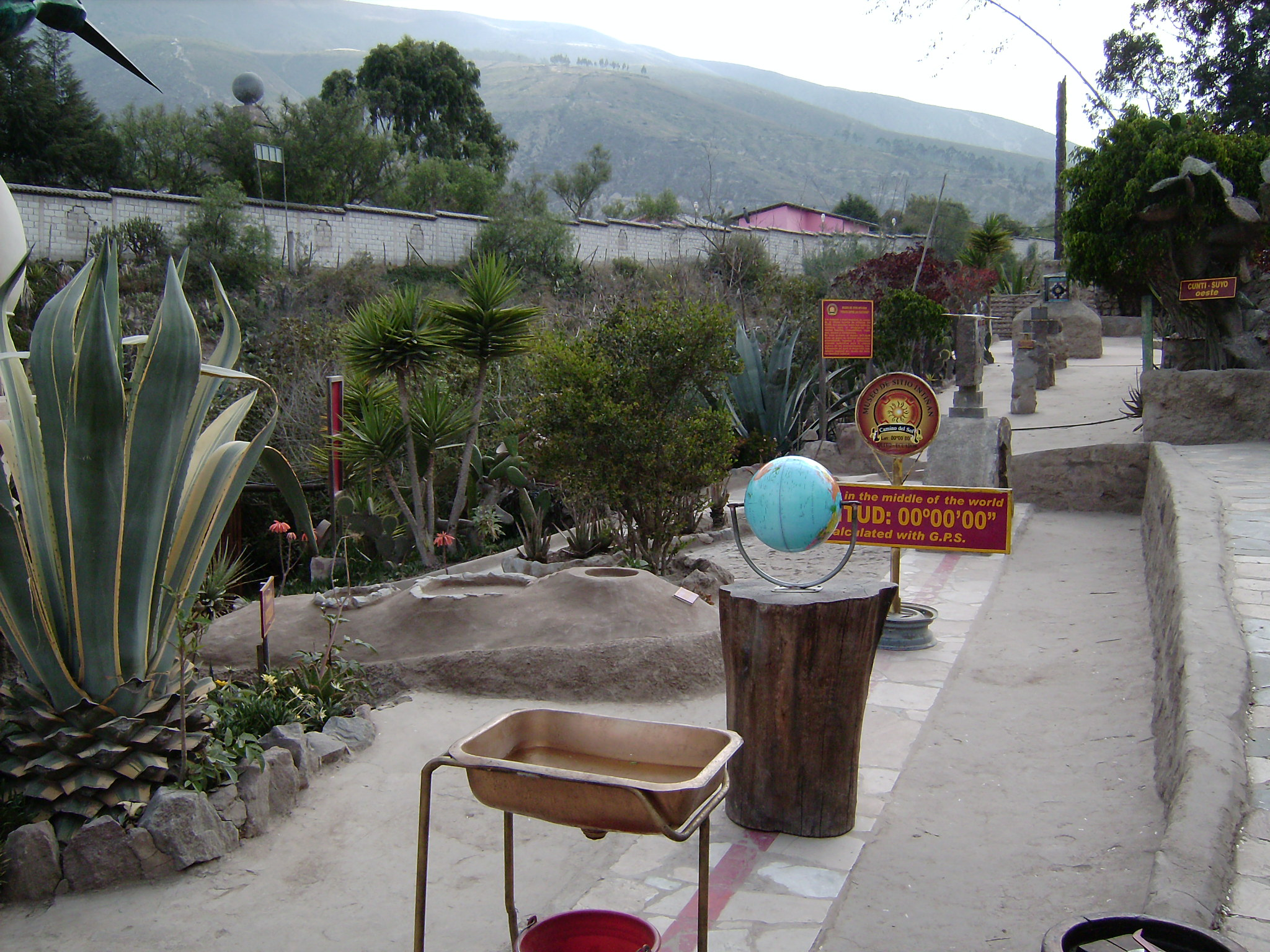
Эквадор, экватор. На переднем плане — устройство для демонстрации закручивания воды при помещении слева или справа от экватора (красная линия на земле)

Для опытов в домашних условиях (слив воды из ванны) экспериментальные данные различны. Есть наблюдение, что в идеальных условиях, при должной аккуратности и соответствующих приготовлениях можно наблюдать эффект закручивания, обусловленный только лишь силой Кориолиса, и в домашних условиях — в Северном полушарии вода будет закручиваться против часовой стрелки, а в Южном — по часовой, однако в тексте статьи не приводится данных о том, что эксперимент проводился для нескольких ванн, поэтому направление вращения может быть связано со случайной асимметрией конкретного сосуда.
В известном учебнике по гидродинамике Милн-Томсона утверждается, что направление вращения зависит от температуры воды, хотя, возможно, это наблюдение может быть связано с тем, что заполнение ванны горячей и холодной водой происходило через разные краны, что могло приводить к небольшим начальным закручиваниям разного направления.
Известны сообщения о прямом экспериментальном доказательстве отсутствия преобладающего направления закручивания для истечения из ванн. Кроме этого, в пользу равновероятности левого и правого закручивания для большого числа ванн говорят эксперименты с истечением жидкости из сосудов с неодинаковой степенью шероховатости отдельных участков дна и стенок и несимметричным расположением сливного отверстия, а также эксперименты по моделированию похожего явления — генерации восходящих воздушных вихрей при нагреве подстилающей поверхности.

## Роль неустойчивости в определении направления
Существует также мнение о том, что в эксперименте нельзя наблюдать эффект закручивания, обусловленный только лишь силой Кориолиса, потому что при определённых числах Рейнольдса в аксиальном течении всегда возникает неустойчивость, которая ведёт к возникновению вращения по часовой или против часовой стрелки с равной вероятностью.